# Demetrios Thanopoulos
Demetrios Thanopoulos (in greco Δημήτρης Θανόπουλος?; 2 agosto 1959) è un ex lottatore greco, specializzato nella lotta greco-romana.

## Palmarès

### Olimpiadi
- 1 medaglia:
  - 1 argento (Los Angeles 1984 nei pesi medi)